# Josh Hutcherson
Josh Hutcherson, all'anagrafe Joshua Ryan Hutcherson (Union, 12 ottobre 1992), è un attore statunitense.
È noto per aver interpretato il personaggio di Peeta Mellark nel franchise di Hunger Games, dove appare in Hunger Games (2012), Hunger Games - La ragazza di fuoco (2013), Hunger Games - Il canto della rivolta - Parte 1 (2014) e Hunger Games - Il canto della rivolta - Parte 2 (2015), quello di Mike Schmidt nell'adattamento cinematografico di Five Nights at Freddy's (2023) e quello di Derek Danforth in The Beekeeper (2024).

## Biografia
Josh Hutcherson è nato a Union, nel Kentucky. Sua madre, Michelle, è un'ex dipendente della Delta, che assiste Josh nella sua carriera; suo padre, Chris Hutcherson, è un analista per l'EPA. Josh è un sostenitore dei diritti della comunità gay con l'associazione Straight But Not Narrow, gioca spesso a basket nella squadra di celebrità Hollywood Knights; il ricavato dei biglietti delle loro partite viene speso per la ricostruzione e la ristrutturazione di diverse scuole americane.
Dopo essere apparso in vari spot nel 2002 fa il suo esordio nell'episodio pilota del film TV House Blend in un episodio della popolare serie E.R. - Medici in prima linea (1994-2009) e nell'episodio pilota Becoming Glen. Nel 2003 partecipa ai film I cani dei miracoli, Wilder Days e American Splendor. Nel 2005 appare in film più prestigiosi, come Derby in famiglia (2005), Innamorarsi a Manhattan (2005) e Zathura - Un'avventura spaziale (2005), ricevendo delle ottime critiche e doppia il personaggio Markl nel film animato Il castello errante di Howl (2004).
Nel 2006 recita nella commedia Vita da camper, interpretando il figlio di Robin Williams. Interpreta anche Jess Aarons nel film drammatico Un ponte per Terabithia (2007) assieme ad Anna Sophia Robb, che ha interpretato Leslie Burke (2007), girato in Nuova Zelanda. Successivamente interpreta Shane Fahey nel film Il cane pompiere. Nel 2008, insieme a Brendan Fraser, Anita Briem, recita nel film Viaggio al centro della Terra. Nel 2008 recita nel film Winged Creatures - Il giorno del destino. Nel 2009 interpreta Steve Leonard in Aiuto vampiro. Nel 2010 recita nel film I ragazzi stanno bene, diretto da Lisa Cholodenko. Nel 2012 recita in Viaggio nell'isola misteriosa sequel di Viaggio al centro della Terra del 2008, con Dwayne Johnson.
Nel 2011 interpreta il ruolo di Peeta Mellark in Hunger Games (2012), tratto dall'omonima serie letteraria di Suzanne Collins così come nel 2013 nel capitolo successivo della trilogia, Hunger Games - La ragazza di fuoco e nell'ultimo capitolo della serie diviso in due parti: Hunger Games - Il canto della rivolta - Parte 1, uscito nelle sale cinematografiche a novembre 2014 e in Hunger Games - Il canto della rivolta - Parte 2, uscito nelle sale cinematografiche a novembre 2015. Nel 2014 recita in Escobar e nel 2015 è stato impegnato nelle riprese del film In Dubious Battle - Il coraggio degli ultimi (2016), diretto da James Franco e uscito nelle sale nel 2016. Nel 2023, invece, recita nei panni di Mike nel film Five Nights at Freddy's e nel 2024 nella parte di Derek Danforth in The Beekeeper con Jason Statham e Jeremy Irons.

## Filmografia

### Attore

#### Cinema

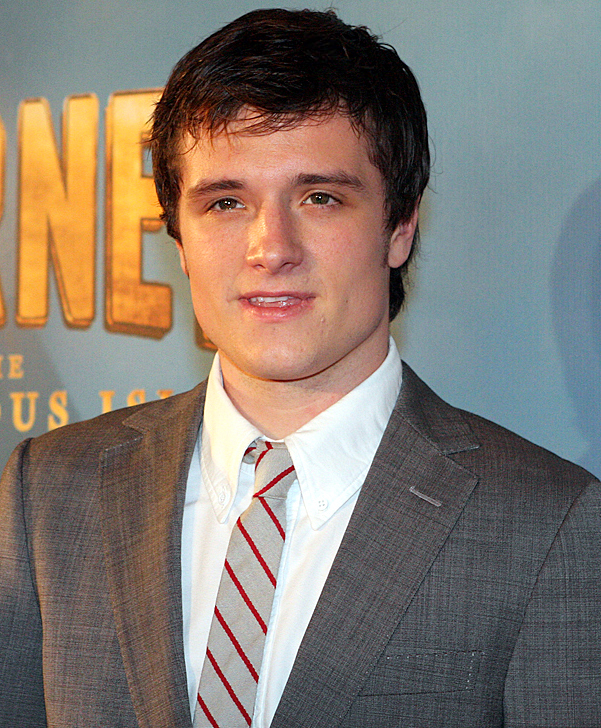
Josh Hutcherson a Sydney per la prima di Viaggio nell'isola misteriosa (2012)

- American Splendor, regia di Shari Springer Berman e Robert Pulcini (2003)
- One Last Ride - L'ultima corsa (One Last Ride), regia di Tony Vitale (2003)
- Un'estate a tutto gas (Motocross Kids), regia di Richard Gabai (2004)
- Polar Express (The Polar Express), regia di Robert Zemeckis (2004)
- Derby in famiglia (Kicking & Screaming), regia di Jesse Dylan (2005)
- Innamorarsi a Manhattan (Little Manhattan), regia di Mark Levin (2005)
- Zathura - Un'avventura spaziale (Zathura: A Space Adventure), regia di Jon Favreau (2005)
- Vita da camper (RV), regia di Barry Sonnenfeld (2006)
- Un ponte per Terabithia (Bridge to Terabithia), regia di Gábor Csupó (2007)
- Il cane pompiere (Firehouse Dog), regia di Todd Holland (2007)
- Winged Creatures - Il giorno del destino (Winged Creatures), regia di Rowan Woods (2008)
- Viaggio al centro della Terra (Journey to the Center of the Earth), regia di Eric Brevig (2008)
- Aiuto vampiro (Cirque du Freak: The Vampire's Assistant), regia di Paul Weitz (2009)
- I ragazzi stanno bene (The Kids Are All Right), regia di Lisa Cholodenko (2010)
- The Third Rules, regia di Aundre Johnson (2010)
- Detention - Terrore al liceo (Detention) regia di Joseph Kahn (2011)
- Viaggio nell'isola misteriosa (Journey 2: The Mysterious Island), regia di Brad Peyton (2012)
- Hunger Games (The Hunger Games), regia di Gary Ross (2012) – Peeta Mellark
- 7 Days in Havana (7 días en La Habana) segmento El Yuma, regia di Benicio del Toro (2012)
- The Forger, regia di Lawrence Roeck (2012)
- Red Dawn - Alba rossa (Red Dawn), regia di Dan Bradley (2012)
- Hunger Games - La ragazza di fuoco (The Hunger Games: Catching Fire), regia di Francis Lawrence (2013) – Peeta Mellark
- Hunger Games - Il canto della rivolta - Parte 1 (The Hunger Games: Mockingjay - Part 1), regia di Francis Lawrence (2014) – Peeta Mellark
- Escobar (Escobar: Paradise Lost), regia di Andrea Di Stefano (2014)
- Hunger Games - Il canto della rivolta - Parte 2 (The Hunger Games: Mockingjay - Part 2), regia di Francis Lawrence (2015) – Peeta Mellark
- In Dubious Battle - Il coraggio degli ultimi (In Dubious Battle), regia di James Franco (2016)
- The Disaster Artist, regia di James Franco (2017)
- Burn - Una notte d'inferno (Burn), regia di Mike Gan (2019)
- Di là dal fiume e tra gli alberi (Across the River and into the Trees), regia di Paula Ortiz (2022)
- Five Nights at Freddy's, regia di Emma Tammi (2023)
- 57 secondi (57 seconds), regia di Rusty Cundieff (2023)
- The Beekeeper, regia di David Ayer (2024)
- Long Gone Heroes, regia di John Swab (2024)
- Five Nights at Freddy's 2, regia di Emma Tammi (2025)

#### Televisione
- E.R. - Medici in prima linea (ER) – serie TV, episodio 9x08 (2002)
- I cani dei miracoli (Miracle Dogs), regia di Craig Clyde – film TV (2003)
- The Division – serie TV, 1 episodio (2003)
- Wilder Days, regia di David Mickey Evans – film TV (2003)
- Line of Fire – serie TV, 1 episodio (2003)
- Future Man – serie TV, 34 episodi (2017-2020)
- Paquita Salas – serie TV, episodio 3x05 (2019)

### Doppiatore
- Party Wagon – film TV, regia di Craig Bartlett e Tuck Tucker (2004)
- Justice League – serie animata, 1 episodio (2004)
- Epic - Il mondo segreto (Epic), regia di Chris Wedge (2013)
- Elliot - La piccola renna (Elliot the Littlest Reindeer), regia di Jennifer Wescott (2018)

### Produttore
- Detention - Terrore al liceo, regia di Joseph Kahn (2011)

## Doppiatori italiani
Nelle versioni in italiano nelle opere in cui ha recitato, Josh Hutcherson è stato doppiato da:
- Manuel Meli in Innamorarsi a Manhattan, Il cane pompiere, Hunger Games, Hunger Games - La ragazza di fuoco, Hunger Games - Il canto della rivolta - Parte 1, Hunger Games - Il canto della rivolta - Parte 2, The Disaster Artist, Future Man, Five Nights at Freddy's, 57 secondi, The Beekeeper, Five Nights at Freddy's 2
- Flavio Aquilone in Viaggio al centro della Terra, Viaggio nell'isola misteriosa, 7 Days in Havana
- Jacopo Bonanni in Zathura - Un'avventura spaziale, Un ponte per Terabithia
- Alessio Puccio in Aiuto vampiro, Detention - Terrore al liceo
- Furio Pergolani in Vita da camper
- Mattia Ward in Winged Creatures - Il giorno del destino
- Fabrizio De Flaviis in I ragazzi stanno bene
- Andrea Mete in Red Dawn - Alba rossa
- Matteo De Mojana in Escobar
- Simone Veltroni in In Dubious Battle - Il coraggio degli ultimi
- Danny Francucci in Burn - Una notte d'inferno

Da doppiatore è sostituito da:
- Daniele Giuliani in Epic - Il mondo segreto

## Riconoscimenti
- MTV Movie Awards
  - 2012 – Migliore performance maschile per Hunger Games
  - 2012 – Miglior combattimento per Hunger Games, con Jennifer Lawrence e Alexander Ludwig
  - 2012 – Candidatura per miglior bacio per Hunger Games, con Jennifer Lawrence
  - 2014 – Migliore performance maschile per Hunger Games - La ragazza di fuoco
- Saturn Award
  - 2006 – Candidatura per miglior attore emergente per Zathura - Un'avventura spaziale
  - 2008 – Candidatura per miglior attore emergente per Un ponte per Terabithia
- Teen Choice Awards
  - 2012 – Miglior attore di film sci-fi/fantasy per Hunger Games e Viaggio nell'isola misteriosa
  - 2012 – Miglior bacio per Hunger Games, con Jennifer Lawrence
  - 2015 – Miglior attore in un film sci-fi/fantasy per Hunger Games: Il canto della rivolta - Parte 1[5]
- Young Artist Award
  - 2004 – Candidatura per miglior performance in un film TV, miniserie o speciale – Giovane attore protagonista per Wilder Days
  - 2005 – Outstanding Young Ensemble in a New Medium per Polar Express
  - 2005 – Candidatura per miglior performance in un film – Cast giovanile per Motocross Kids
  - 2006 – Miglior performance in un film – Giovane attore protagonista per Zathura - Un'avventura spaziale
  - 2007 – Miglior performance in un film – Giovane attore protagonista per Vita da camper
  - 2008 – Miglior Performance in un Film – Cast Giovanile per Un ponte per Terabithia
  - 2009 – Candidatura per miglior performance in un film – Giovane attore protagonista per Viaggio al centro della Terra